# Гитен
Гитен (нидерл. Gieten) — город на северо-востоке Нидерландов, административный центр общины А-эн-Хюнзе в составе провинции Дренте.
Расположен в 13 км к востоку от г. Ассен и в 140 км к северо-востоку от столицы страны г.
Амстердама.
Первое письменное упоминание о Гитене встречается в 1224 году.
Гитен известен ежегодной велогонкой Veldrit Gieten.

## Города-побратимы
- Опочно, Чехия

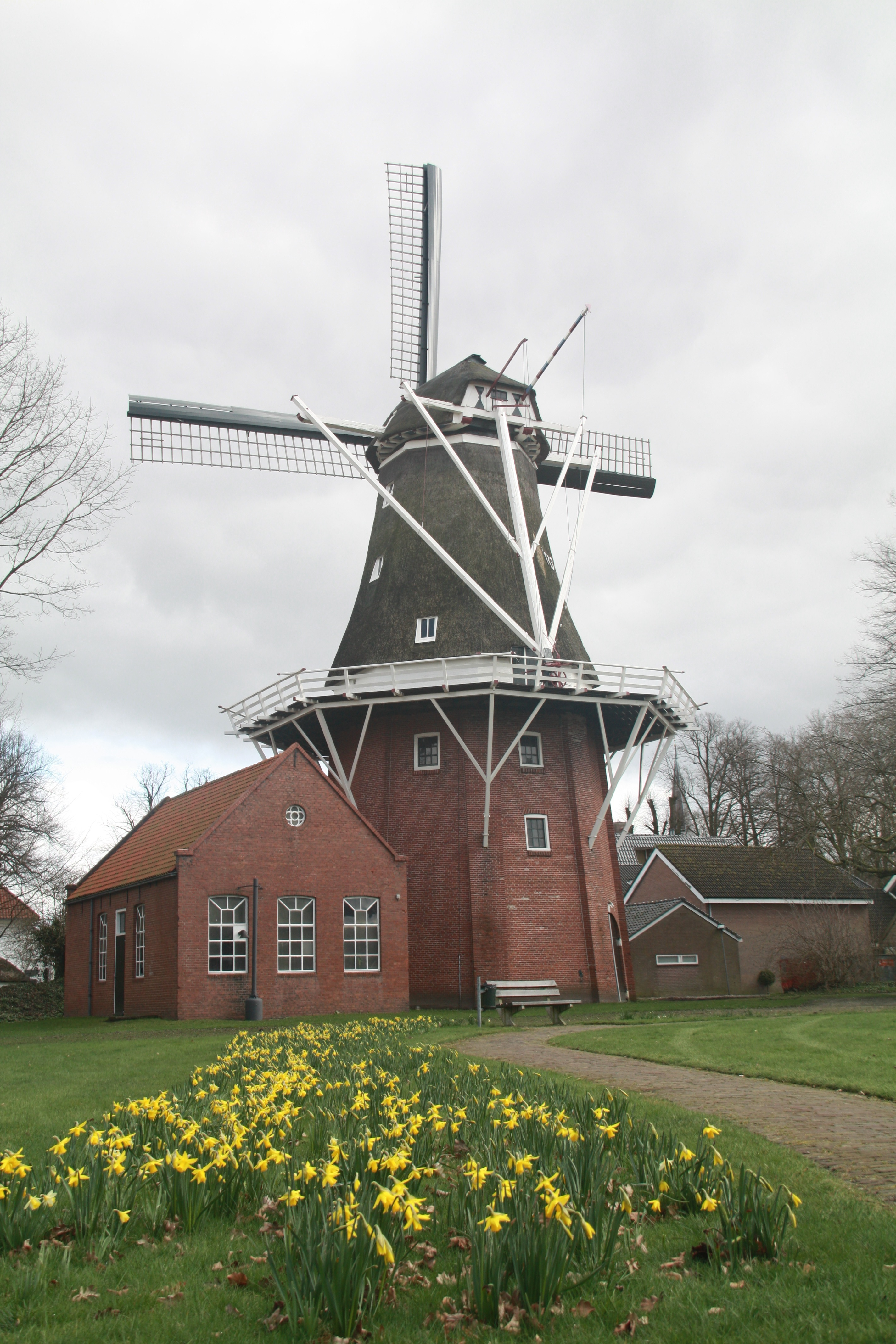
Ветряная мельница
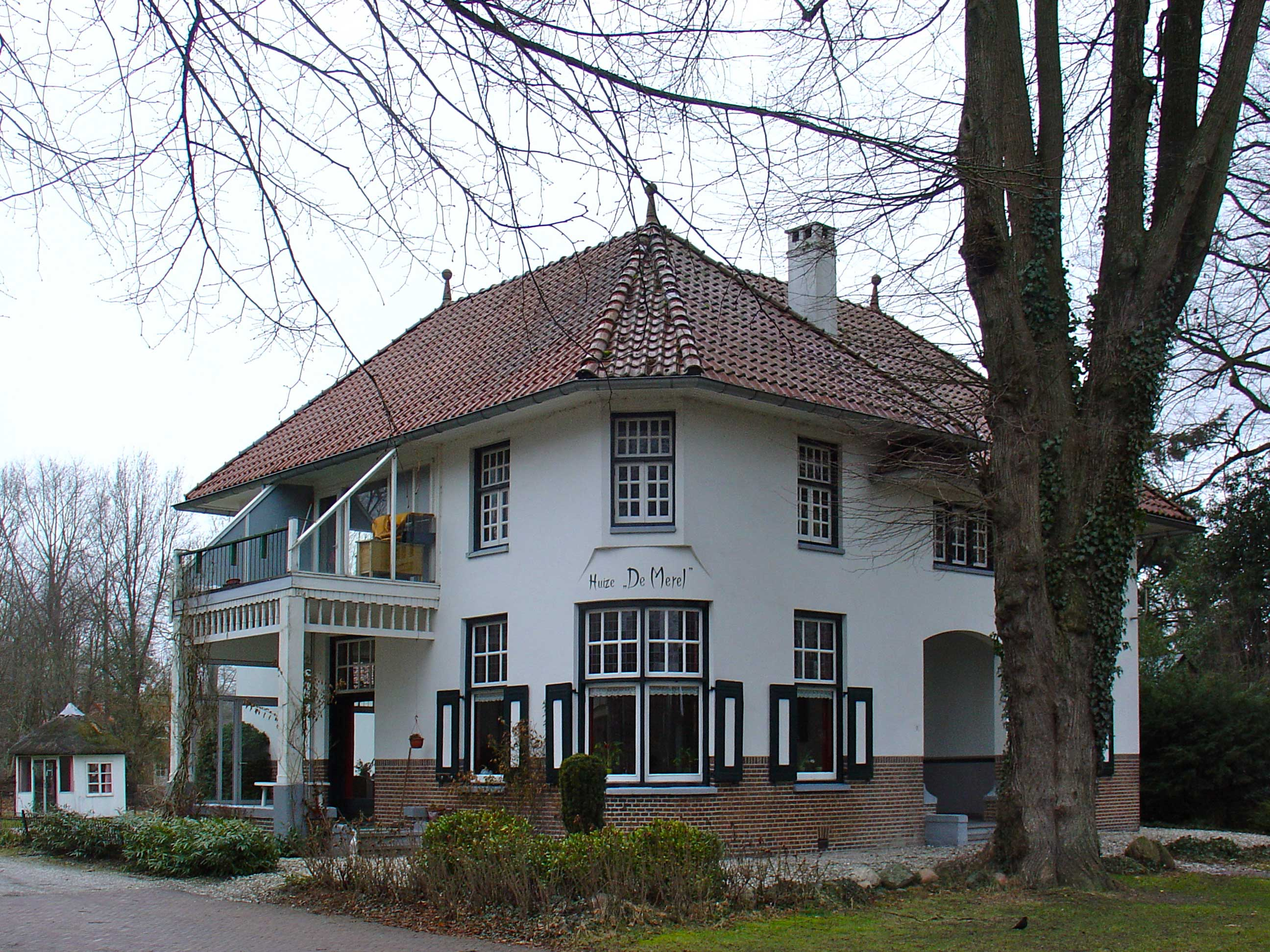
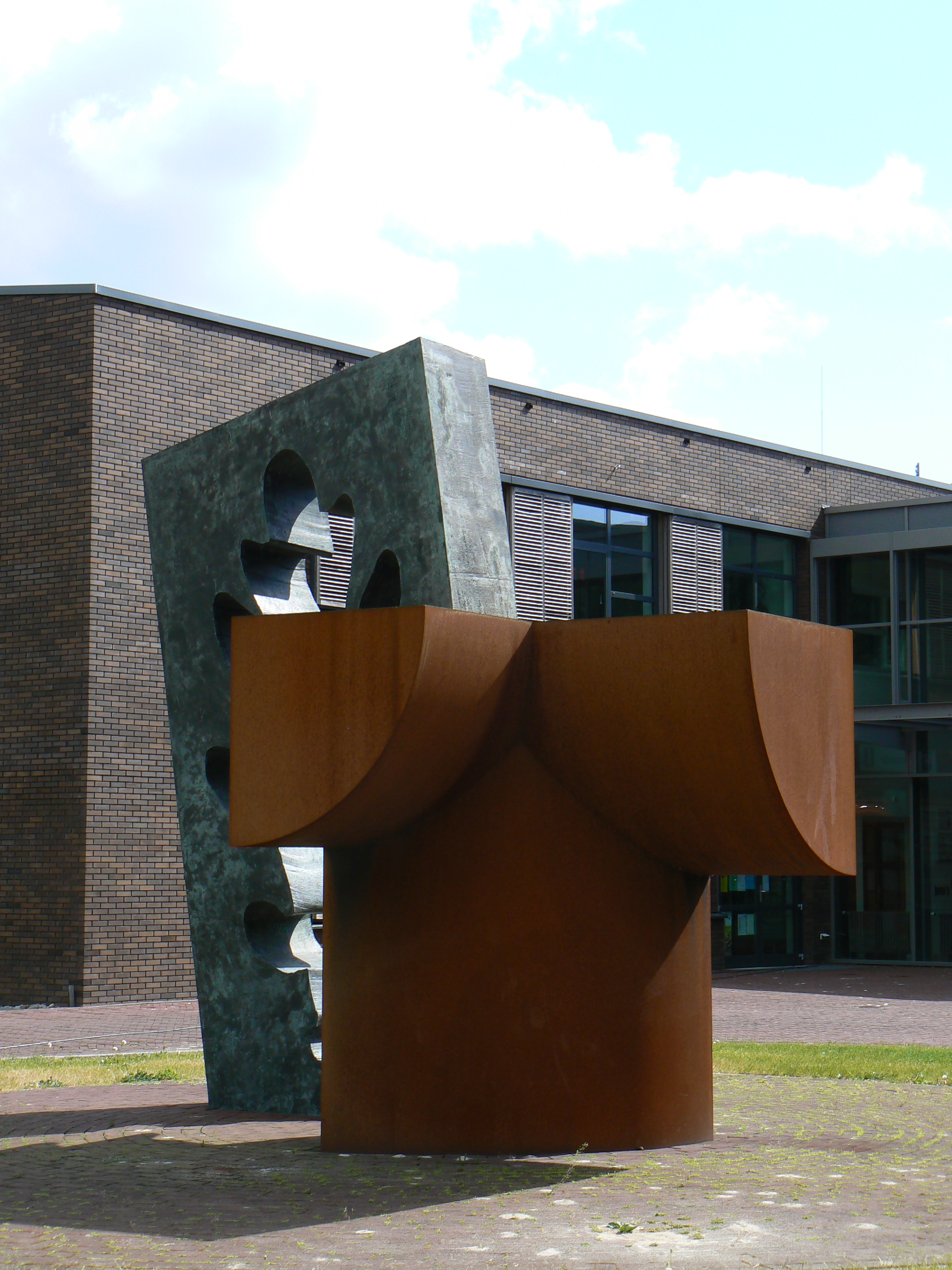
Скульптура «Керн» (2002)
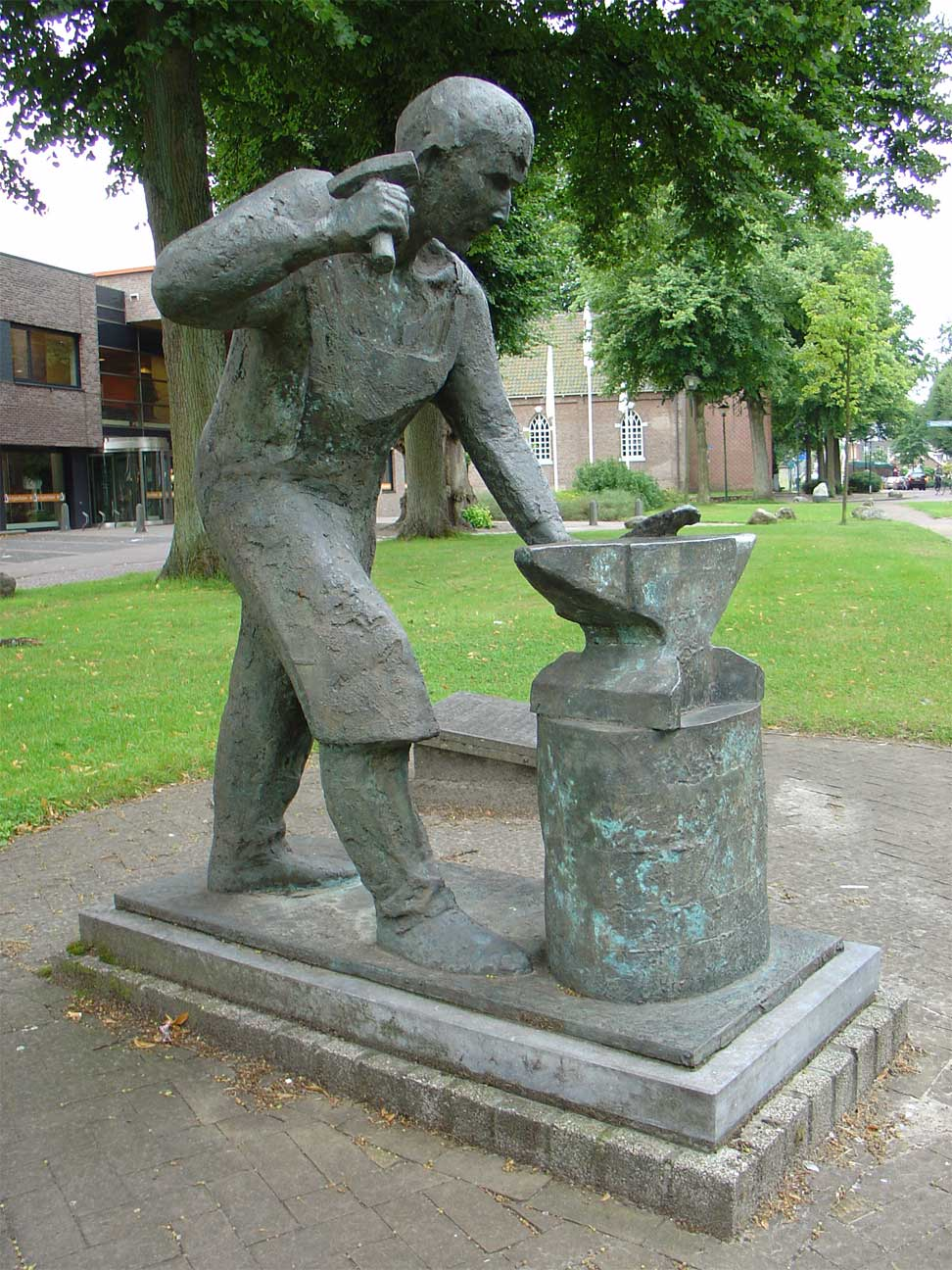
Памятник кузнецу